# 印判状
印判状（いんぱんじょう）は、日本における古文書史料のうち、主に戦国時代以降の印判（印章）を用いた武家文書を指す。花押を用いる判物に代わり次第に流行した。印肉に用いられる色により、朱印状・黒印状等と呼ばれる。押印があることにより文書の発給主体を表すとともに、その文書に権威や効力を持たせたり、内容の保証をするものである。

## 概要
印章は、奈良時代の律令制度における公文書に使用されたが、やがて律令制の衰退とともにあまり用いられなくなり、墨書による書き判（花押）がこれに代わった。
鎌倉時代に入り、仏僧が中国の宋・元朝の風を取り入れて印判使用を復活したとされる。
戦国時代には戦国大名に好んで用いられるようになり、特に恩賞授与・知行給付・安堵状・海外渡航許可等において判物に代わる正式文書として印判状が発給された。
今川氏を皮切りに後北条氏・武田氏・上杉氏らに続き、更に織田氏・豊臣氏・徳川氏・大友氏・島津氏・里見氏へと使用が広がった。

### 戦国大名の印章
戦国大名が用いた印章は虎・馬・象・鳳凰・獅子・鶴のような動物が描かれたり、独特の印文を刻して、印判状の発行者の意図や個性を主張したものが多い。
今川氏の「如律令」印や織田信長の「天下布武」印、後北条氏の「禄寿応穏」印。

### 御朱印
江戸時代になると江戸幕府は将軍の印判状を御朱印状または御朱印と呼び、特に大名・旗本への知行給付・所領安堵に専ら朱印状を与えるようになり、また受給者の代替わりにはその都度、新たな朱印状を発行した。更に寺院・神社の寺社領の個別徴税権の保証に対しても朱印状を発行し朱印地とした。
また、諸藩においても各藩主の朱印状・黒印状等の印判状が出されている。
なお、江戸時代には庶民の間でも様々な取り決めの文書に印章を押印しているが、これらは印判状ではない。